# کاوسی
کاووسی روستایی تاریخی در حوزه  ایراپرتا Ierapetra در یونان است.
این دهکده در تپه‌های شمالی رشته کوه تریپتی Thripti واقع شده است.
بسیاری از سایت‌های باستان‌شناسی در منطقه کاووسی کشف شده است.
آرامش و طبیعت زیبای آن در کنار آثار تاریخی باعث شده سالانه پذیرای هزاران گردشگر و باستان‌شناس از سراسر جهان باشد. 
روستا دارای چشم‌انداز با شکوهی از خلیج میرابلو Mirabello است.